# Halalaimus longisetosus
Halalaimus longisetosus är en rundmaskart som beskrevs av Bruce E. Hopper 1963. Halalaimus longisetosus ingår i släktet Halalaimus och familjen Oxystominidae. Inga underarter finns listade i Catalogue of Life.